# Dvor (Žužemberk, Slovenija)
Dvor je naselje u slovenskoj Općini Žužemberku. Dvor se nalazi u pokrajini Dolenjskoj i statističkoj regiji Jugoistočnoj Sloveniji. 

## Stanovništvo
Prema popisu stanovništva iz 2002. godine naselje je imalo 389 stanovnika.